# Józef Sypnicki
Józef Sypnicki (ur. 16 marca 1944 w Łatkowcach, k. Tarnopola, zm. 13 listopada 2014) – romanista, językoznawca, pracownik naukowy Uniwersytetu im. Adama Mickiewicza w Poznaniu.

## Życiorys
W 1967 roku ukończył studia z filologii romańskiej. W tym samym roku został zatrudniony na stanowisku asystenta na Uniwersytecie im. Adama Mickiewicza w Poznaniu. Po 2 latach awansował na starszego asystenta. Odbywał także staże naukowe w Paryżu i Strasburgu, których owocem była obroniona w 1973 roku dysertacja doktorska pt. „Néologismes burlesques dans les oeuvres de Scarron, Saint-Amant et Furetière”. 9 listopada 1978 J. Sypnicki uzyskał stopień naukowy doktora habilitowanego na podstawie rozprawy naukowej pt. „La composition nominale en français et en polonais”. 9 października 1990 r. podniesiono go do godności profesora nauk humanistycznych. Od 1979 r. pełnił funkcję kierownika Zakładu Języków Romańskich Instytutu Filologii Romańskiej Uniwersytetu Adama Mickiewicza w Poznaniu. W latach 1987–1993 piastował stanowisko prodziekana Wydziału Neofilologii UAM. Dwa razy powołany był na dyrektora Instytutu Filologii Romańskiej: 1981-1987 i 1993-2005.
Zainteresowania naukowe prof. J. Sypnickiego obejmowały: leksykologię, słowotwórstwo, złożenia nominalne, relacje semantyczne w derywatach, frazeologię i paremiologię, traduktologię, elementy kulturowe w leksyce, badania konfrontatywne polsko-francuskie. Wypromował 27 doktorów, m.in. Grażynę Małgorzatę Vetulani. Był recenzentem 8 dysertacji habilitacyjnych i 21 doktorskich. Od 1985 roku organizował międzynarodowe konferencje naukowe. Gościnnie prowadził wykłady na uniwersytetach: Université Strasbourg II, Paris XIII, Lyon II, Liège, a także w ośrodkach w Rennes, Luksemburgu, Pavii, Rzymie, Giessen i Bielefeld.
W latach 1987–1991 był wiceprzewodniczącym Polskiego Towarzystwa Neofilologicznego. Od 1973 należał do Polskiego Towarzystwa Językoznawczego. Był członkiem Poznańskiego Towarzystwa Przyjaciół Nauk, a także Societas Linguistica Europea.
Profesor Józef Sypnicki został uhonorowany Złotym Krzyżem Zasługi i Medalem Komisji Edukacji Narodowej.

## Wybrane publikacje
- Éléments de grammaire française (2002)[7];
- Polysémie, synonymie, antonymie: relations dans le lexique aspects théoriques et applicatifs, Łódź 29 V-1 VI 1995 (1997)[8];
- Les acquis de la linguistique et l’enseignement du français langue étrangère (1995)[9];
- Éléments de grammaire française phonetique (1988)[10];
- Éléments de grammaire française: morphologie (1986)[11];
- Textes choisis pour l’histoire de la lanque française / Ewa Kurkiewicz-Rzepka, Józef Sypnicki ; sous la réd. de Stanisław Gniadek (1985)[12];
- La composition nominale en français et en polonais (1979)[13];
- Histoire interne et externe de la langue française: skrypt dla studentów filologii romańskiej (1977)[14].